# Gérard Cambri
 (juin 2017).
Si vous disposez d'ouvrages ou d'articles de référence ou si vous connaissez des sites web de qualité traitant du thème abordé ici, merci de compléter l'article en donnant les références utiles à sa vérifiabilité et en les liant à la section « Notes et références ».
Gérard Cambri, pseudonyme de Gérard Venturini, est un écrivain et journaliste français, né le 25 octobre 1938, est un écrivain français, auteur de plus de 167 romans d’anticipation, d’aventures et d’action ou d’espionnage.

## Biographie
En 1968, Gérard Cambri obtient le « Prix Ciceron » (équivalent des oscars) du roman d'espionnage », pour son roman intitulé Sarabande pour 3 Spéciaux, puis il lui est décerné le prix « Star Editions » en 1979 pour son ouvrage d’anticipation La tourmente des invisibles, dans lequel un groupe de résistants révèle à un élu, William Stone, l’existence de l’Antimonde... La matrice originelle, à travers laquelle tous les hommes sont asservis. 
On lui doit également la série de romans Cash, parue aux Éditions Fleuve noir, qui raconte les aventures de James Fitzgerald Cash, surnommé Cash, un ex-GI, devenu agent de la CIA, et qui doté d’hypersens lutte souvent au cours de ses missions contre un mystérieux cartel nommé le « Comité des 72 ». Dans les tout premiers titres de la série, parus chez Star éditions, il est toutefois un simple brave soldat formé par huit mois d'errance dans la jungle asiatique, qui lui ont permis de développer des muscles d'acier et la souplesse féline d'un jaguar.
D'autres titres de l'auteur, des récits de science-fiction ou d'aventures et d'action mettant en vedette Burt Brando, sont parus chez divers éditeurs, parfois sous les pseudonymes John Stuntman ou William Stone. 
Il écrit ensuite en français près de cent titres pour la collection L'Exécuteur, dont le créateur est l'écrivain américain Don Pendleton.
En juin 2000, l’auteur poursuit en justice la société Paramount, qu’il accuse d’avoir plagié son héros James Cash, à travers la série américaine The Sentinel, diffusée sur M6. 
En 2013, il intente une autre action en justice contre l'éditeur Harlequin et obtient en partie gain de cause le 20 mars 2014.
Gérard Cambri vit en Corse.

## Œuvres
Liste partielle

### Romans

#### SérieCash
Les cinq premiers titre chez Star Éditions, les suivants au Fleuve noir, sauf le dernier chez Édito-Service
- Un tueur nommé Cash (1976)
- Scramble (1976)
- Le Président du monde (1976)
- Panique à Kiruna (1976)
- Objectif Amin Dada (1977)
- Ouragan sur la Maison Blanche (1979)
- Massacre à Manhattan (1979)
- La Bataille de Buenos Aires (1979)
- Épouvante à Los Angeles (1979)
- Holocauste à Paris (1980)
- Assaut sur New York (1980)
- Le Carrousel des vautours (1980)
- Terreur à Haïti (1980)
- Complot à Washington (1980)
- L'Enfer californien (1981)
- Le Sang du Texas (1981)
- Le Paradis des chacals (1981)
- Terreur à Haïti (1983)

#### SérieBurt Brando
- 100 000$ pour Burt Brando, missions spéciales (1971)
- La Colère de Burt Brando (1972)
- Massacre au Paraguay (1976)

#### Romans de science-fiction
- La Tourmente des invisibles (1976), signé William Stone
- Les Destructeurs (1976), signé Gérard Cambri
- La Bataille des dieux (1982), signé John Stuntman

#### Autres romans
- Sarabande pour 3 spéciaux (1968)
- Échec au Service "A" (1968)
- Mission Sibérie (1969)